# نيفروكسازيد
نيفروكسازيد مضاد حيوي من فئة نتروفوران وهو مطهر معوى واسع المدى لعلاج الإسهال والنزلات المعوية ذات الأصل المعدي للبالغين والأطفال فوق سن السادسة.